# Краун-Пойнт (Аляска)
Краун-Пойнт (англ. Crown Point) — переписна місцевість (CDP) в США, в окрузі Кенай штату Аляска. Населення — 119 осіб (2020).

## Географія
Краун-Пойнт розташований за координатами 60°25′36″ пн. ш. 149°21′11″ зх. д. / 60.42667° пн. ш. 149.35306° зх. д. (60.426679, -149.352980).  За даними Бюро перепису населення США в 2010 році переписна місцевість мала площу 9,26 км², уся площа — суходіл.

## Демографія
Згідно з переписом 2010 року, у переписній місцевості мешкали 74 особи в 26 домогосподарствах у складі 20 родин. Густота населення становила 8 осіб/км².  Було 38 помешкань (4/км²).
Расовий склад населення:
| - 83,8 % — білих - 4,1 % — корінних американців - 4,1 % — чорних або афроамериканців - 4,1 % — азіатів |

До двох чи більше рас належало 4,1 %. Частка іспаномовних становила 5,4 % від усіх жителів.
За віковим діапазоном населення розподілялося таким чином: 23,0 % — особи молодші 18 років, 71,6 % — особи у віці 18—64 років, 5,4 % — особи у віці 65 років та старші. Медіана віку мешканця становила 36,0 року. На 100 осіб жіночої статі у переписній місцевості припадало 111,4 чоловіків;  на 100 жінок у віці від 18 років та старших — 111,1 чоловіків також старших 18 років.
Середній дохід на одне домашнє господарство  становив 57 126 доларів США (медіана — 56 688), а середній дохід на одну сім'ю — 65 209 доларів (медіана — 68 750). 
Цивільне працевлаштоване населення становило 69 осіб. Основні галузі зайнятості: сільське господарство, лісництво, риболовля — 56,5 %, мистецтво, розваги та відпочинок — 18,8 %, транспорт — 8,7 %, роздрібна торгівля — 8,7 %.